# Abriháza
Abriháza Váradcsehi határában létezett egykori falu az egykori Bihar vármegyében a mai Romániában a Partiumban, a Bihar megyében.

## Fekvése
Váradcsehitől délnyugatra, az Oláhapáti felé eső határban feküdt.

## Története
Ábrahámháza néven már a 14. századtól közös püspöki káptalani birtokként tűnik fel, 1552-ben egészen káptalani tulajdon. Később Ábránháza a neve. A 17. század
folyamán végleg elnéptelenedett, területe Abriháza-puszta néven erdős puszta volt Váradcsehi mellett.
Fényes Elek szerint „Abriháza, puszta Bihar vármegyében, Oláh-Apáthi mellett, Váradhoz ½ óra. A váradi deák káptalan birtoka és szép erdőből áll.”